# République socialiste soviétique de Bessarabie
Pour les articles homonymes, voir Bessarabie (homonymie).
La république socialiste soviétique de Bessarabie (en russe : Бессарабская Советская Социалистическая Республика) est le nom donné à la Bessarabie par la Russie soviétique le 11 mai 1919 à la suite de l'échec des bolchéviques de la république soviétique d'Odessa à prendre le contrôle de la Bessarabie au printemps 1918. Pour leur échapper, le soviet suprême de la Bessarabie, à majorité menchévique et nationaliste moldave, avait préféré, le 9 avril 1918 voter son union avec la Roumanie, ce que la Russie soviétique refusa de reconnaître. 
L'État de ce nom n'a jamais existé, mais une rébellion bolchévique a eu lieu du 16 au 18 septembre 1924 : le soulèvement de Tatarbunar (en). De nombreuses tentatives militaires et politiques ont échoué à incorporer cette région dans l'URSS.
Mais en 1940 l'Union soviétique s'empare de ce territoire conformément au pacte germano-soviétique. La Bessarabie est partagée entre la République socialiste soviétique ukrainienne et la République socialiste soviétique moldave. Après sa récupération par la Roumanie devenue alliée de l'Allemagne nazie pendant la guerre elle revient dans le giron soviétique jusqu'en 1991.